# Sveti Rok (tunel)

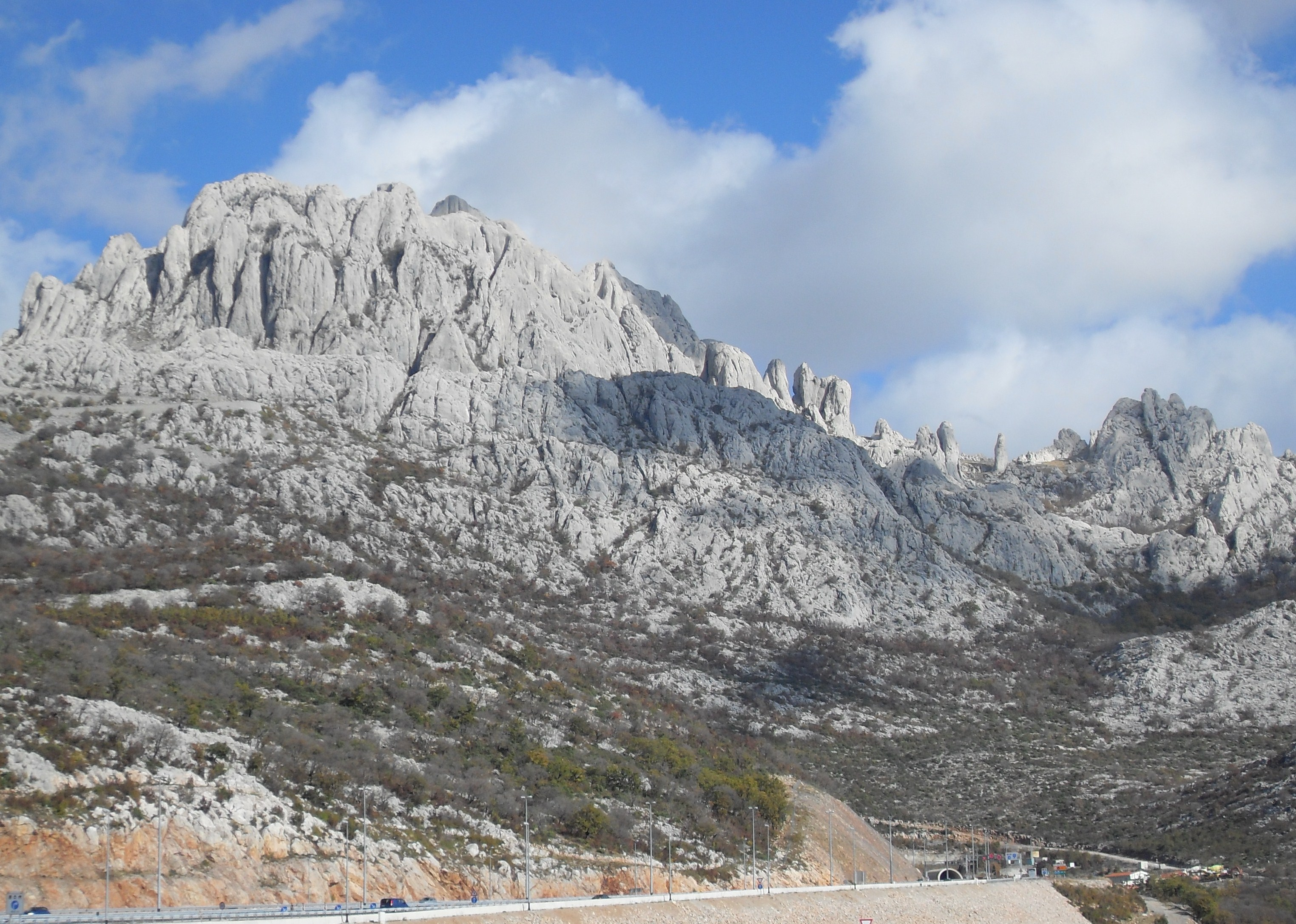
Widok na Velebit sprzed tunelu

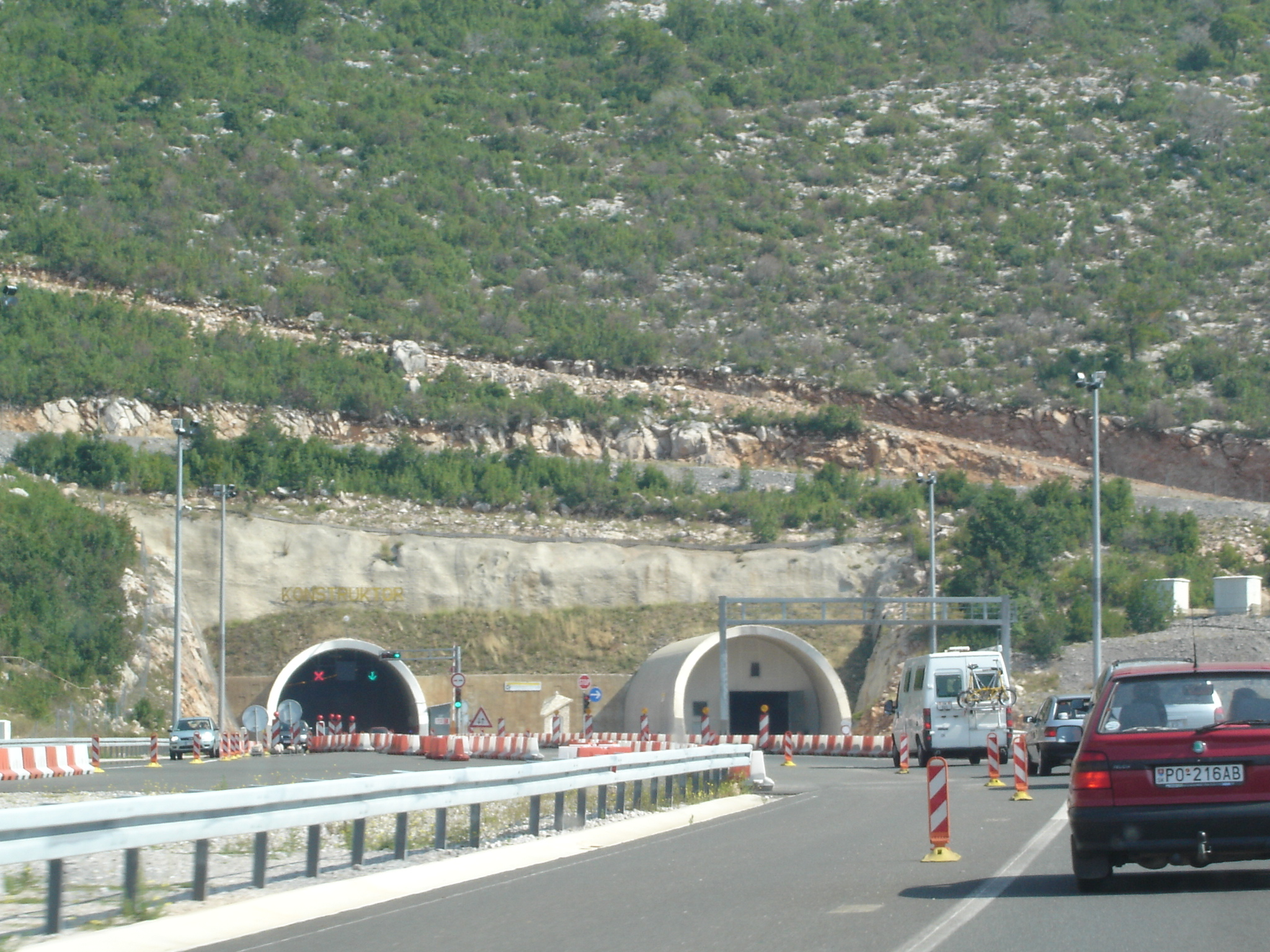
Południowy portal

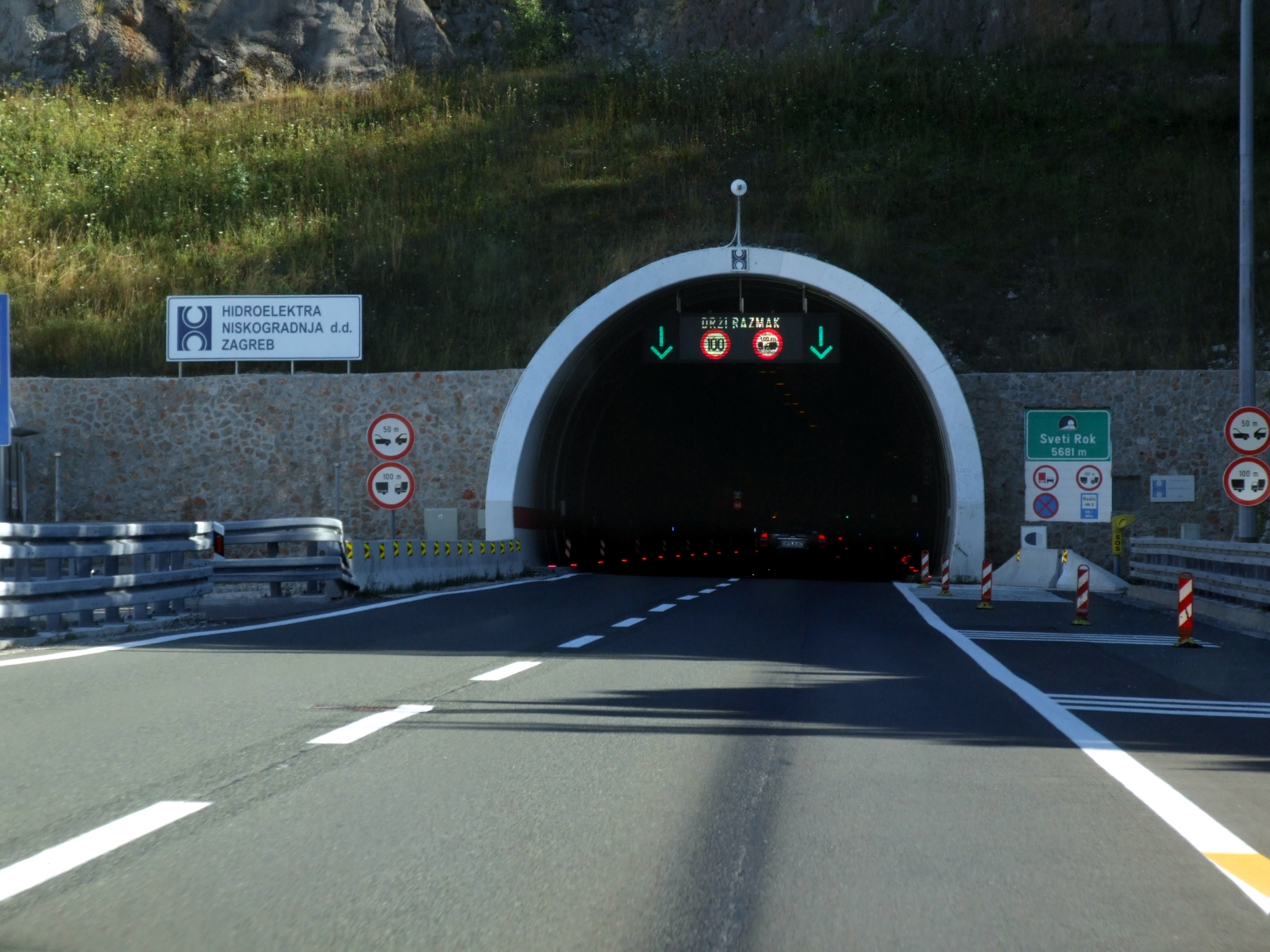
Wjazd do tunelu od północnej strony

Sveti Rok – tunel drogowy w ciągu autostrady A1 w Chorwacji.
Tunel Sveti Rok stanowi przejście autostrady A1 przez pasmo górskie Velebit w Dalmacji. Znajduje się między wsiami Sveti Rok i Jasenice na odcinku Karlovac – Zadar. Składa się z dwóch równoległych tuneli:
- zachodni, długości 5670 m, oddany do ruchu 30 czerwca 2003,
- wschodni, długości 5679 m, oddany do ruchu 30 maja 2009[1].

Północny wjazd do tunelu znajduje się na wysokości 561 m n.p.m. a południowy – 510 m n.p.m. Tunel Sveti Rok drążono metodą NATM (New Austrian Tunnelling Method). Tunel przebiega pod przełęczą Mali Alan (1044 m n.p.m.).
W każdej z nitek tunelu ruch odbywa się dwoma pasami. Tunel ma stałą, częściowo automatyczną kontrolę ruchu, sygnalizację świetlną i 38 telefonów alarmowych. Jest możliwy odbiór radia i używanie telefonów komórkowych. Co 350 m znajdują się łączniki (przejścia dla pieszych) między nitkami (łącznie 15), co 500 m – zatoki parkingowe, co 1150 m – miejsca do zawracania (dla samochodów) między nitkami (łącznie 4). Obowiązuje ograniczenie prędkości do 100 km/h. Przejazd tunelem nie jest odrębnie płatny, lecz płatny jest (jak w całej Chorwacji) sam przejazd autostradą.
Dotychczas najkrótsza droga z głębi lądu do Zadaru (zbudowana w 1832) przebiegała przełęczą Mali Alan, jednak ze względu na stromiznę ruch był ograniczony. Dla ruchu bez ograniczeń była otwarta droga przez przełęcz Prezid koło Gračaca (776 m n.p.m.), 20 km dalej na południowy wschód. Do czasu otwarcia drugiej nitki tunel Sveti Rok był znany jako miejsce długich korków na autostradzie A1 w sezonie wakacyjnym.